# Starcraft Marine
Starcraft Marine, Starcraft Boats, hay đơn giản là Starcraft là tên của một công ty sản xuất thuyền, người cắm trại và RV. Ban đầu, Starcraft cũng sản xuất các thiết bị nông nghiệp bao gồm bể chứa nước bằng nhôm. Tên ban đầu của công ty là Star Tank Company.